# Kauamwmwe Village
Kauamwmwe Village är en ort i Kiribati.   Den ligger i örådet Teraina och ögruppen Linjeöarna, i den västra delen av landet, 3 000 km öster om huvudstaden Tarawa. Kauamwmwe Village ligger 12 meter över havet och antalet invånare är 106. Den ligger på ön Teraina Island.
Terrängen runt Kauamwmwe Village är mycket platt.  Närmaste större samhälle är Tanekore Village, 3,9 km väster om Kauamwmwe Village. 